# Ouratea cidiana
Ouratea cidiana är en tvåhjärtbladig växtart som beskrevs av C. Sastre. Ouratea cidiana ingår i släktet Ouratea och familjen Ochnaceae. Inga underarter finns listade i Catalogue of Life.